# Johan Cruijff ArenA
Johan Cruijff Arena (officielt stiliseret 'Johan Cruijff ArenA'; indtil 2018: Amsterdam ArenA) er det største fodboldstadion i Holland og er AFC Ajax' hjemmebane. Det blev indviet 14. august 1996, hvor det afløste De Meer som Ajax' hjemmebane. Det var også hjemmebane for det nu opløste amerikanske fodboldhold Amsterdam Admirals, der spillede i NFL Europa.
Stadionet har et todelt skydetag der kan overdække banen i tilfælde af dårligt vejr og kan rumme 54.990 tilskuere til fodboldkampe eller op til 68.000 tilskuere ved koncertarrangementer. I de første ti år af dets levetid havde stadionet i alt 18 million besøgende. Johan Cruijff ArenA kostede 96 mio. euro at bygge.
Det største antal tilskuere, der har været på Amsterdam ArenA, er 68.083 ved en Celine Dion koncert i juni 1999.

## Historie
I perioden 1983-1986 arbejdede man i Holland på at få De Olympiske Lege til landet. Dette indebar bl.a. at man skulle bruge et nyt stadion som opfyldte alle kravene til olympiske stadions. Dette stadion skulle placeres i Amsterdam og skulle bl.a. være et åbent stadion hvor kun 50 % af tilskuerpladserne var overdækkede. Dette blev dog ikke en realitet og i stedet blev der i 1987 lavet planer om at opføre Amsterdam Sportsby Fonden som skulle promovere elitesport i Amsterdam.
Disse planer omfattede opførelsen af et stadion med 55.000 tilskuerpladser som bl.a. skulle have et tag til overdækning af banen. Igen gik der nogle år og i 1990 blev planerne igen ændret pga. økonomiske problemer. Stadionkapaciteten blev ændret til 50.000. Efter endnu 3 år godkendtes byggeplanerne den 20. oktober 1993. Det første spadestik blev taget den 26. november 1993. Amsterdam ArenA stod færdigt den 14. august 1996. Da det stod færdigt blev det, det første stadion i Europa som havde et transparent tag der kunne åbnes eller lukkes på kun 20 minutter. Bl.a. derfor opfandt man sloganet: "Amsterdam ArenA – stadionet hvor vejret altid er smukt". 
Ved EM 2000 blev der spillet i alt 5 kampe på Amsterdam ArenA, bl.a. semifinalen mellem Italien og Holland som Italien vandt 3-1 efter straffesparkskonkurrence.
I 2017 blev det bekendtgjort, at stadionet skulle skifte navn til ære for den tidligere Ajax-spiller Johan Cruyff, der var død året forinden. Af flere årsager trak effektueringen af beslutningen ud, indtil det næsten et år senere blev meddelt, at navneskiftet ville træde i kraft med starten på fodboldsæsonen 2018-19. Samtidig kom det frem, at Cruyffs familie havde insisteret på at bruge den oprindelige hollandske stavemåde af spillerens navn ("Cruijff" frem for "Cruyff") for at understrege hans hollandske oprindelse.